# Station Svanemøllen
Station Svanemøllen (letterlijk "Zwanenmolen") is een S-togstation in de Deense hoofdstad Kopenhagen, in de wijk Østerbro. Svanemøllen is een belangrijk knooppunt in het openbaar vervoer en maakt deel uit van de driehoek Hellerup, Svanemøllen, Ryparken.
Station Svanemøllen ligt tussen Station Nordhavn in het zuiden en Station Hellerup in het noorden en Station Ryparken in het noordwesten.
Het station heeft een ingangen met trappen en lift aan de Østerbrogade aan de westzijde van het station. Er bevindt zich ook een Kort og Godt-kiosk inclusief de verkoop van vervoerbewijzen van de DSB. Passagiers kunnen middels een overdekte voetgangersbrug over de sporen de twee S-tog perrons bereiken.
De treinen op spoor 3 rijden verder naar Farum, op spoor 4 naar Holte/Hillerød en Klampenborg. De treinen op spoor 5 en 6 rijden naar Københavns Hovedbanegården.
Bij het station stoppen de stadsbuslijnen 1A, 4A, lijn 14, nachtbussen 83N, 85N, en de servicebus 865. Op dit station stoppen alleen de treinen van de S-toglijnen A, B, C, E en H.

## Geschiedenis
Station Svanemøllen werd op 15 mei 1934 in gebruik genomen tegelijkertijd met de opening van de Boulevardbanen tussen Station Østerport en Københavns Hovedbanegård dat ook wel Røret (letterlijk: De buis) genoemd. Hoewel officieel deze lijn tussen København H en Østerport ligt, worden Nordhavn en Svanemøllen ten noorden ervan, en Dybbelsbro in het zuidwesten ervan vaak ook tot de Boulevardbanen gerekend.
In 2005 werd het station verbouwd. Het winkeltje en de DSB kiosk werden samengevoegd tot een nieuwe kiosk.

## Trivia
Het station heeft geen spoor 1 en 2 daar dit de sporen zijn van de regionale trein, die hier niet stoppen.

## Galerij

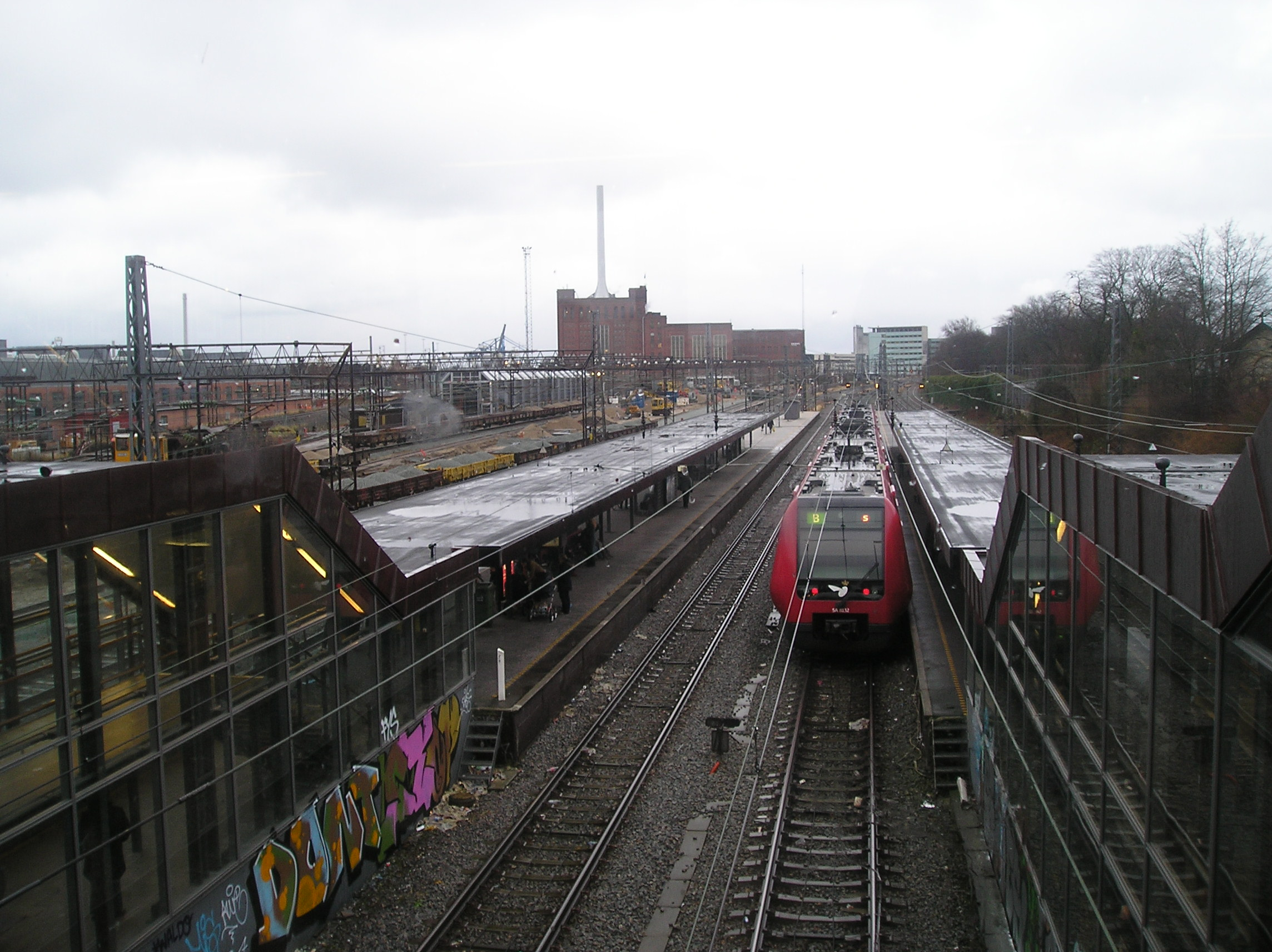
Overzicht over het station
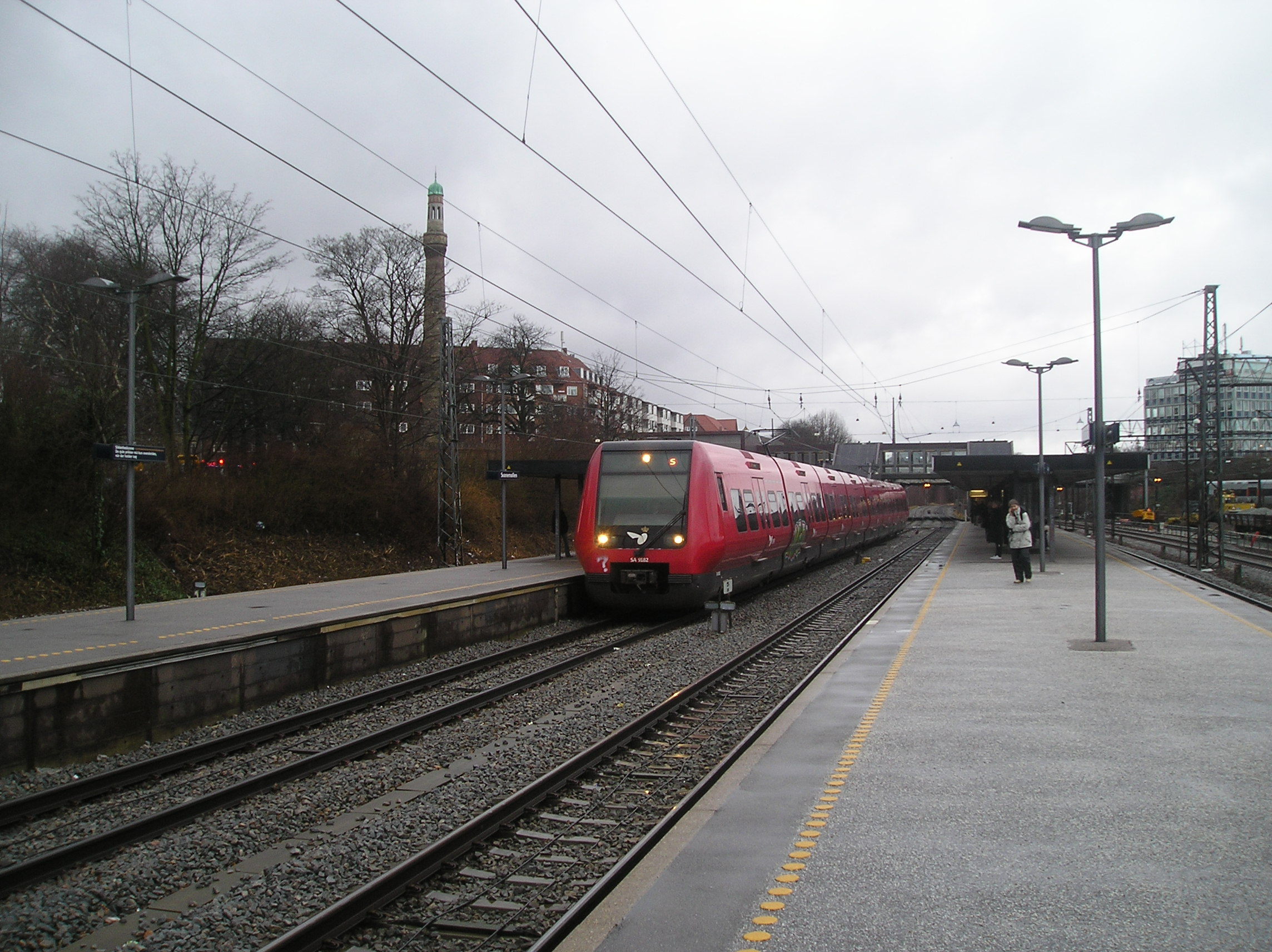
gezien vanaf het perron
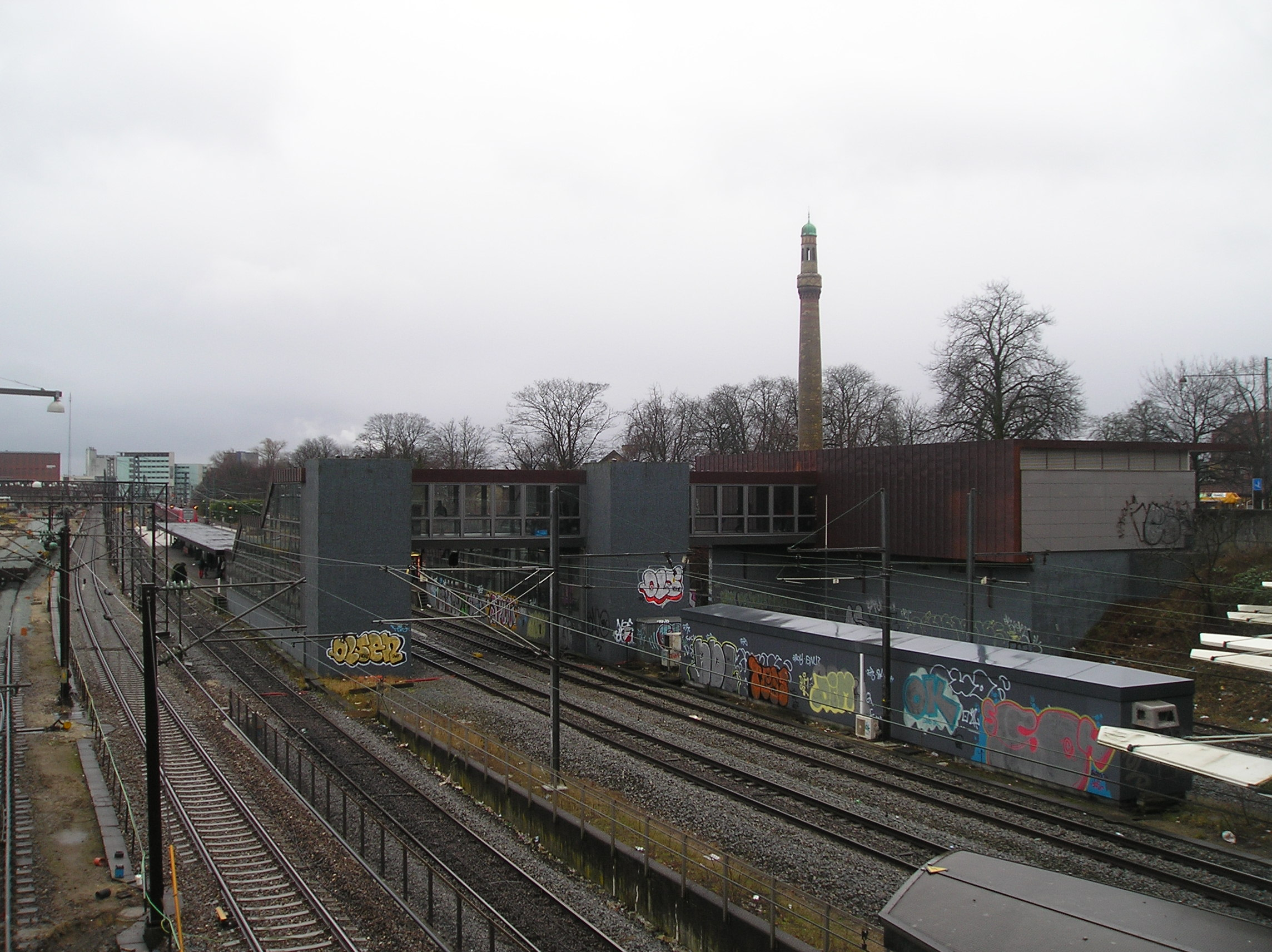
Het station gezien van Østerbrogade
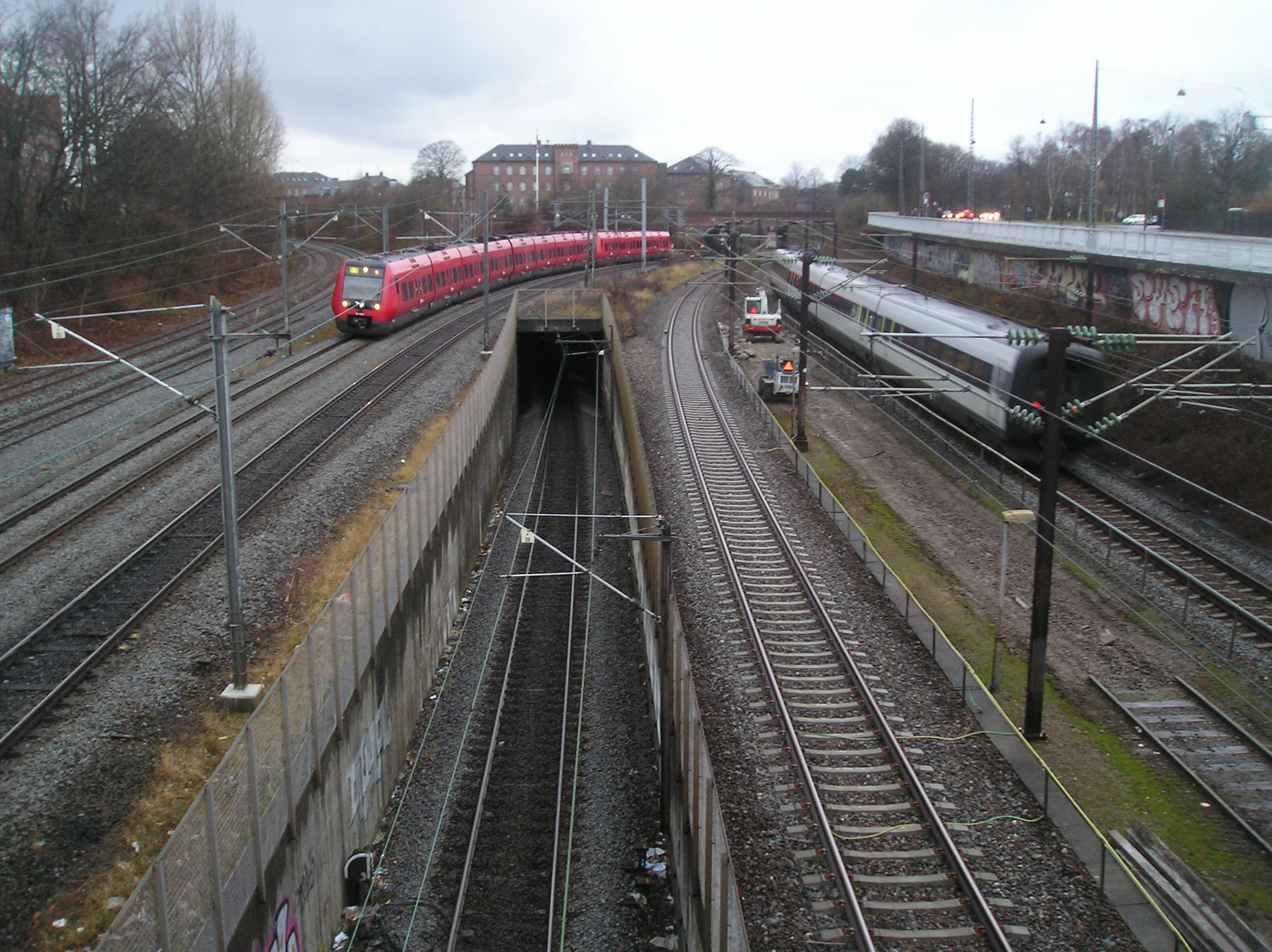
Zicht op het knooppunt Svanemøllen.
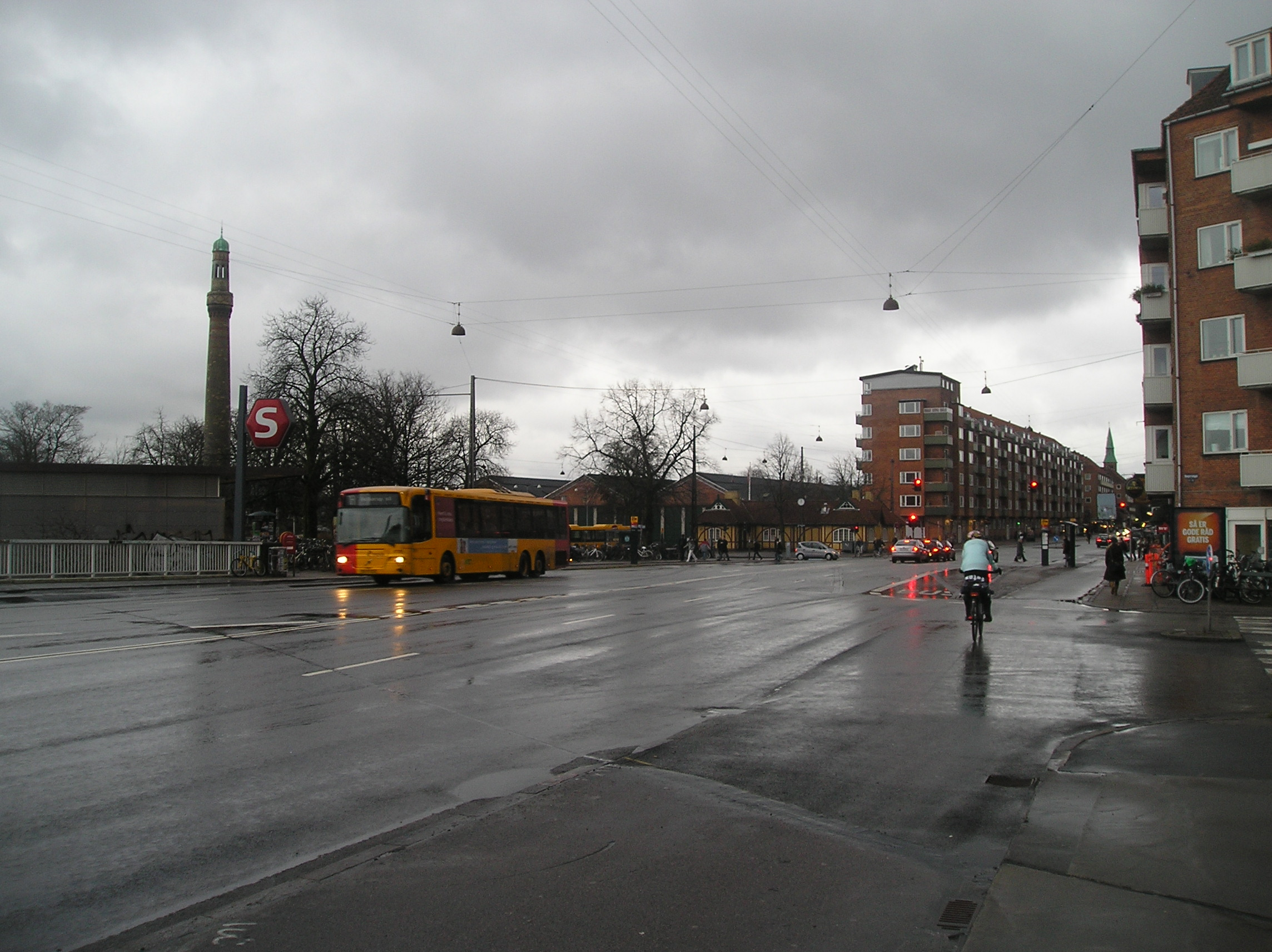
Lijn 1A op Station Svanemøllen gezien vanuit het noorden.

Solrød Strand · Karlslunde · Greve · Hundige · Ishøj · Vallensbæk · Brøndby Strand · Avedøre · Friheden · Åmarken · Ny Ellebjerg · Sjælør · Sydhavn · Dybbølsbro · København H · Vesterport · Nørreport · Østerport · Nordhavn · Svanemøllen  · Hellerup · Jægersborg · Lyngby · Holte · Birkerød ·  Høvelte · Allerød · Hillerød
Høje Taastrup · Taastrup · Albertslund · Glostrup · Brøndbyøster · Rødovre · Hvidovre · Danshøj · Valby · Carlsberg · Dybbølsbro · København H · Vesterport · Nørreport · Østerport · Nordhavn · Svanemøllen · Ryparken · Emdrup · Dyssegård · Vangede · Kildebakke · Buddinge · Stengården · Bagsværd · Skovbrynet · Hareskov · Værløse · Farum
Høje Taastrup · Taastrup · Albertslund · Glostrup · Danshøj · Valby · Carlsberg · Dybbølsbro · København H · Vesterport · Nørreport · Østerport · Svanemøllen · Ryparken · Emdrup · Dyssegård · Vangede · Kildebakke · Buddinge · Stengården · Bagsværd · Skovbrynet · Hareskov · Værløse · Farum
Frederikssund · Vinge · Ølstykke · Egedal · Stenløse · Veksø · Kildedal · Måløv · Ballerup · Malmparken · Skovlunde · Herlev · Husum · Islev · Jyllingevej · Vanløse · Flintholm · Valby · Carlsberg · Dybbølsbro · København H · Vesterport · Nørreport · Østerport · Nordhavn · Svanemøllen · Hellerup · Charlottenlund · Ordrup · Klampenborg
Køge · Ølby · Køge Nord · Jersie · Solrød Strand · Karlslunde · Greve · Hundige · Ishøj · Ny Ellebjerg · Sjælør · Sydhavn · Dybbølsbro · København H · Vesterport · Nørreport · Østerport · Nordhavn · Svanemøllen · Hellerup · Bernstorffsvej · Gentofte · Jægersborg · Lyngby · Sorgenfri · Virum · Holte
0,0: Københavns Hovedbanegård ·
Vesterport ·
1,5: Nørreport ·
3,1: Østerport ·
Nordhavn ·
Svanemøllen ·
7,8: Hellerup ·
10,3: Charlottenlund ·
Ordrup ·	
13,3: Klampenborg · 
16,2: Springforbi · 	
18,8: Skodsborg ·
22,1: Vedbæk ·
26,1: Rungsted Kyst ·
29,1: Kokkedal ·
32,5: Nivå ·
36,3: Humlebæk ·
40,0: Espergærde ·
42,7: Snekkersten ·
46,2: Helsingør